# OFI Crète
Maillots
Actualités
Le Ómilos Filáthlon Iraklíou (en grec moderne : Όμιλος Φιλάθλων Ηρακλείου), plus couramment abrégé en OFI Crète (en grec moderne : ΟΦΗ), est un club grec de football fondé en 1925 et basé dans la ville d'Héraklion, sur l'île de Crète qui évolue en première division. Le club joue ses matchs à domicile au stade Theódoros-Vardinogiánnis.

## Historique
- 1925 : fondation du club
- 1986 : première participation à une Coupe d'Europe (C3, saison 1986-1987)

## Palmarès
| Compétitions nationales | Compétitions internationales                            |
| --- | ------------------------------------------------------- |
| - Coupe de Grèce (1) : - Vainqueur : 1987. - Finaliste : 1999 et 2025. - Championnat de Grèce de troisième division (1) : - Champion : 2016. | - Coupe des Balkans des clubs (1) : - Vainqueur : 1989. |

## Personnalités du club

### Présidents
- Michael Bousis

### Entraîneurs
- Stratos (1946)
- Kostas Zogas (1958)
- Mantalopoulos (1959)
- Vaggelis Helmis (1965 - 1966)
- Petritsis (1967 - 1968)
- Kostas Zogas (1967 - 1968)
- Domagoj Kapetanović (1968 - 1971)
- Giorgos Stratakis (1970 - 1971)
- Thanasis Soulis (1971 - 1972)
- Giorgos Stratakis (1972)
- Takis Papartheniou (1972 - 1973)
- Kostas Karapatis 
&  Manolis Tzanis (1973 - 1974)
- Thanasis Zafeiropoulos (1975 - 1976)
- Nikos Alefantos (1976 - 1977)
- Antonis Georgiadis (1978 - 1980)
- Les Shannon (1979 - 1980)
- Nikos Alefantos (1981 - 1982)
- Giorgos Stratakis (1981 - 1982)
- Les Shannon (1982 - 1984)
- Manolis Tzanis 
&  Aris Vasileiou (1984)
- Lákis Petrópoulos (1984–85)
- Giannis Parasidis (1984–85)
- Petr Packert (1984–85)
- Mike Bailey (1984 - 1985)
- Eugène Gerards (1985 - 2000)
- Aris Vasileiou (2000)
- Giannis Samaras (2000–02)
- Zdeněk Ščasný (2002 - 2003)
- Giorgos Foiros (2003 - 2004)
- Giannis Chatzinikolaou (2004 - 2005)
- Vangelis Vlachos (2005 - 2006)
- Myron Sifakis (2006)
- Reiner Maurer (2006 - 2007)
- Giorgos Paraschos (2007 - 2008)
- František Straka (2008)
- Ioannis Matzourakis (2008 - 2009)
- Giorgos Paraschos (2009)
- Nicos Papavasiliou 
&  Myron Sifakis (2009)
- Nikos Goulis (2009 - 2010)
- Giannis Chatzinikolaou (2010)
- Níkos Anastópoulos (2010 - 2012)
- Giannis Petrakis (2013)
- Pavlos Dermitzakis (2013)
- Ricardo Sá Pinto (2013 - 2014)
- Gennaro Gattuso (2014)
- Níkos Anastópoulos (2015)
- Murat Seropian (2015)
- Nikos Goulis (2015 - 2016)
- Níkos Nióplias (2016 - 2017)
- Nikos Papadopoulos (2017 - 2019)
- Jaime Vera (2019)
- Georgios Simos (2019 - 2021)
- Níkos Nióplias (2021 - 2022)
- Valdas Dambrauskas (2022-2023)

### Anciens joueurs
- Nikos Machlas
- Yánnis Anastasíou
- Níkos Nióplias
- Imre Boda
- Ronald Gomez
- Mahamadou Diarra

## Historique du logo

Jusqu'en 2016.
2016-2020
Depuis 2020.